# إفراين موراليس سانشيز
إفراين موراليس سانشيز هو سياسي مكسيكي، ولد في 27 يونيو 1953 في Iztapalapa ‏ في المكسيك. نشط حزبياً في حزب الثورة الديمقراطية والحزب الثوري المؤسساتي. وقد انتخب عضو مجلس النواب المكسيك ‏.